# Río Sapoá
Río Sapoá är ett vattendrag i Nicaragua, på gränsen till Costa Rica. Det ligger i den södra delen av landet. Río Sapoá mynnar i sjön Lago de Nicaragua.